# Кондратьева, Екатерина Сергеевна
Екатери́на Серге́евна Кондра́тьева (род. 8 апреля 1982, Горький) — российская легкоатлетка.

## Карьера
В 2003 году вместе с Татьяной Фировой, Натальей Лавшук и Марией Лисниченко выиграла эстафету 4×400 метров на Универсиаде. В беге на 200 метров завоевала серебро, уступив соотечественнице Елене Болсун.
На Олимпийских играх 2004 года принимала участие в беге на 200 метров, но не смогла выйти в финал.
29 января 2005 года команда России в составе Екатерины Кондратьевой, Ирины Хабаровой, Юлии Печёнкиной и Юлии Гущиной установила мировой рекорд в эстафете 4×200 метров в помещении.
Позже Екатерина Кондратьева стала тренером по лёгкой атлетике.

## Личная жизнь
Была замужем за легкоатлетом Александром Шустовым. В 2010 году у пары родился сын Сергей.
В 2016 у пары родился сын Евгений
.